# Américas - Avenida Boyacá (estación)
La estación sencilla Américas - Av. Boyacá hace parte del sistema de transporte masivo de Bogotá llamado TransMilenio inaugurado en el año 2000.

## Ubicación
La estación está ubicada en el sector occidental de la ciudad, más específicamente sobre la Avenida De Las Américas entre carreras 71A y 71C. Se accede a ella a través de un puente peatonal ubicado sobre esta última vía.
Atiende la demanda de los barrios Marsella, Hipotecho y sus alrededores.
En las cercanías están la Clínica de Occidente, el Parque Aloha, la antigua Cervecería Bavaria S.A., el Colegio Superior Americano, el Colegio Mixto Integración Moderna, el Parque Mundo Aventura, el Estadio Metropolitano de Techo, y el Centro Comercial Plaza de las Américas.

## Origen del nombre
La estación recibe su nombre por encontrarse justo sobre la Avenida Américas y en cercanía con la Avenida Boyacá. Hasta 2019, tuvo el nombre de «Mundo Aventura».

## Historia
Entre los años 2003 y 2004 fue inaugurada la Troncal de las Américas desde la estación Distrito Grafiti, hasta la estación Transversal 86.
Durante el Paro nacional de 2021, la estación sufrió diversos ataques que afectaron de forma considerable las puertas de vidrio y demás infraestructura de la estación, razón por la cual se encontró inoperativa. Por ello se implementó un servicio circular como contingencia.

## Servicios de la estación

### Servicios troncales
| Tipo                                          | Rutas al Norte | Rutas al Oriente | Rutas al Occidente |
| --------------------------------------------- | -------------- | ---------------- | ------------------ |
| Ruta fácil                                    |                | 5                | 5                  |
| Expreso todos los días todo el día            | E32            | J23              | F23 F32            |
| Expreso lunes a sábado todo el día            |                | M51              | F51                |
| Expreso lunes a sábado hora pico de la mañana | B26            |                  |                    |
| Expreso lunes a sábado hora pico de la tarde  |                |                  | F26                |

### Esquema
| ← Occidente |         |         |
| Carrera 71C | 5F26F32 | F23F51  |
| Puente      | Vagón 2 | Vagón 1 |
| Carrera 71C | 5B26E32 | J23M51  |
| Oriente →   |         |         |

### Servicios urbanos
Así mismo funcionan las siguientes rutas urbanas del SITP en los costados externos a la estación, circulando por los carriles de tráfico mixto sobre la Avenida de Las Américas, con posibilidad de trasbordo usando la tarjeta TuLlave:
| Código | Sector                    | Dirección                 | Rutas                                       |
| ------ | ------------------------- | ------------------------- | ------------------------------------------- |
| 094A08 | F Estación Mundo Aventura | Av. Américas - KR 71B     | A507A516A532F420H408K527L519 593 731 C1 T40 |
| 094B08 | F Estación Mundo Aventura | Av. Américas - KR 71B     | 8-10                                        |
| 060A07 | F Estación Mundo Aventura | Av. Américas - KR 71B Bis | F408G507G516G519G527G532 593 731 C1 T40     |

## Ubicación geográfica
| Noroeste: Kennedy | Norte: K Avenida Rojas - UNISALESIANA | Nordeste: Kennedy |
| Oeste: F Mandalay |                                       | Este: F Marsella  |
| Suroeste: Kennedy | Sur: G Venecia                        | Sureste: Kennedy  |